# Lissochlora licada
Lissochlora licada är en fjärilsart som beskrevs av Paul Dognin 1898. Lissochlora licada ingår i släktet Lissochlora och familjen mätare. Inga underarter finns listade i Catalogue of Life.